# Ахарняни (п'єса)
«Ахарняни» (дав.-гр. Άχαρνῆς, трансліт. Acharnês) — п'єса давньогрецького поета і драматурга Арістофана, 425 до н. е. Це найраніша з комедій Арістофана, які дійшли до наших днів, і взагалі з усіх творів староаттичної комедії. П'єса суто політичного змісту, одна з ланок боротьби великого античного комедіографа за мир, яку він вів зі сцени під час Пелопонеської війни — братовбивчої війни між Афінами і Спартою за гегемонію у Греції. Поставлена вона була на Ленеях (виноградарському святі на честь Діоніса) 425 р. до н. е. під ім'ям Каллістрата і здобула першу нагороду; друга нагорода була присуджена комедії Кратіна «Люди, які потрапили в бурю», третя — комедії Евполіда «Новий Місяць».

## Сюжет
Дікеополь («громадянин справедливого міста»), хлібороб, що втомився від воєн і дурного керування, вирішує укласти сепаратний мир зі Спартою. Йому протистоїть хор вуглярів з дема Ахарни, що мріють помститися за свій край, що розоряється ворогами. Щоб переманити їх на свій бік, Дікеополь облачається в жалюгідне лахміття персонажа трагедії Евріпіда, звинувачує божевілля війни і наводить абсолютно безглузде пояснення причин, через які вона почалася. Він торгує із союзниками Спарти, мегарянами й беотійцами. Донощики і полководець Ламах намагаються його зупинити, однак Дікеополь відбивається від донощиків, а Ламаха раптово відзивають на границю. П'єса закінчується веселими приготуваннями Дікеополя до гулянки, тим часом як Ламах тут же збирається в похід. У фіналі з'являються Дікеополь напідпитку в обіймах з двома дівицями і жорстоко поранений, стогнучий Ламах.
Привабливість «Ахарнян» насамперед у їх поетичному зачаруванні і тонкому описові війни і миру. Пародія на Евріпіда виглядає дотепною, але незлобивою, Ламах поданий навіть з деяким співчуттям. Через просту композицію, розгорнуту парабасу (звертання хору до публіки) і сцени сільського свята на честь Діоніса «Ахарняни» є прикладом з найчистішої зі зразків древньої комедії, що дійшли до нас.